# Сборники Фрэнсиса Скотта Фицджеральда
При жизни Ф. Скотта Фицджеральда были опубликованы 4 сборника, не охватывающие даже одну пятую его произведений. Каждый из сборников был приурочен к выходу последнего на момент публикации романа, даже если этот роман вышел раньше сборника более чем на год: «Фифы и философы» приурочен к роману «По эту сторону рая», «Сказки века джаза» к «Прекрасным и проклятым» и т.д.
После смерти автора вышло и продолжает выходить немалое количество сборников. Некоторые из них включают ранее неопубликованные или найденные в архивах библиотек и учебных заведений произведения. Так, в 2017 году вышел, по всей вероятности, последний сборник с ранее незнакомыми читателю произведениями автора «Я за тебя умру».
| Название                                                    | Оригинальное название                                  | Содержание | Публикация                                | Прим. |
| Опубликованные при жизни                                    | Опубликованные при жизни                               | Опубликованные при жизни | Опубликованные при жизни                  | Опубликованные при жизни |
| ----------------------------------------------------------- | ------------------------------------------------------ | --- | ----------------------------------------- | --- |
| Фифы и философы                                             | Flappers and Philosophers                              | 8 рассказов (1920) - Прибрежный пират - Ледяной дворец - Голова и плечи - Хрустальная чаша - Волосы Вероники - Благословение - Как Далиримпл сбился с пути - Четыре затрещины | 1920 – Scribner’s                         | Другое название «Эмансипированные и глубокомысленные» |
| Сказки века джаза                                           | Tales of the Jazz Age                                  | 8 рассказов, 2 пьесы, повесть (1917-1922) - Джеллибин - Задняя половина верблюда - Первое мая - Фаянсовое и розовое (пьеса) - Алмазная гора (повесть) - Загадочная история Бенджамина Баттона - Тарквинний из Чипсайда - "О, Рыжеволосая Ведьма!" - Осадок счастья - Мистер Ики (пьеса) - Джемина, или Девушка с гор Также в состав сборника входит краткое содержание, написанное автором. | 1922 – Scribner’s                         | Другие названия: - «Истории века джаза» - «Рассказы о веке джаза» |
| Все эти юноши печальные                                     | All the Sad Young Men                                  | 9 рассказов (1922-1926) - Молодой богач - Зимние мечты - Детский праздник - Отпущение грехов - Форс Мартин-Джонс и пр-нц Уэ-ский - Целитель - Решение - "Самое разумное" - Сюрприз для Гретхен | 1926 – Scribner’s                         | Другие названия: - «Все эти юноши печальные» - «Все эти печальные молодые люди» |
| Сигналы побудки                                             | Taps at Reveille                                       | 18 рассказов (1927-1935) - Собиратель компромата - Заносчивый новичок - Что он о себе возомнил? - Пойманная тень - Безупречная жизнь - Первая кровь - Тихое местечко - Женщина с прошлым - Сумасшедшее воскресенье - Две вины - Ночь при Чанселорсвилле - Последняя красавица Юга - Величество - Семья на ветру - Короткий визит домой - Интерн - Изверг - Возвращение в Вавилон | 1935 – Scribner’s                         | Другое название «Сигнал побудки» |
| Опубликованные посмертно                                    |                                                        | |                                           | |
| Крушение                                                    | The Crack-Up                                           | 10 эссе (1931-1937) и 5 писем - Отзвуки Века Джаза - Мой невозвратный город - Ринг - "Приводите мистера и миссис Ф. в номер..." - Аукцион образца 1934 года - Засыпая и пробуждаясь - Крушение - Осторожно! Стекло! - Склеивая осколки - Ранний успех - Из записных книжек (прочее) - Letters to Friends (письмо) - Letters to Frances Scott Fitzgerald (письмо) - Three Letters about "The Great Gatsby" (письмо) - A Letter from John Dos Passos (письмо) - A Letter from Thomas Wolfe (письмо) | 1945 – New Directions                     | Другие названия: - «With Other Uncollected Pieces» - «Note-Books and Unpublished Letters» |
| Портативный Ф. Скотт Фицджеральд                            | The Portable F. Scott Fitzgerald                       | 2 романа, 9 рассказов (1920-1934) - Великий Гэтсби (роман) - Ночь нежна (роман) - Отпущение грехов - Детский праздник - Молодой богач - Первое мая - Хрустальная чаша - Прибрежный пират - Заносчивый новичок - Сумасшедшее воскресенье - Возвращение в Вавилон | 1945                                      | В сборник входят рассказы из уже ранее опубликованных сборников |
| Истории Ф. Скотта Фицджеральда                              | The Stories of F. Scott Fitzgerald                     | 26 рассказов, повесть, пьеса (1912-1941) - Алмазная гора (повесть) - Волосы Вероники - Ледяной дворец - Первое мая - Зимние мечты - "Самое разумное" - Отпущение грехов - Молодой богач - Детский праздник - Магнетизм - Последняя красавица Юга - Бурный рейс - Свадьба - Две вины - Собиратель компромата - Заносчивый новичок - Пойманная тень (пьеса) - Женщина с прошлым - Возвращение в Вавилон - Сумасшедшее воскресенье - Семья на ветру - Тяжёлый случай - Затянувшийся отъезд - Спонсоры Финнегана - Патриотизм в коротком метре - Два ветерана - Три часа между самолётами - Потерянное десятилетие | 1951 – Scribner’s                         | |
| Литератор на склоне дня                                     | Afternoon of an Author                                 | 11 рассказов, 9 эссе (1920-1940) - Вечер на ярмарке - Пробиваясь вперёд - Бэзил и Клеопатра - Принстон (эссе) - Кто есть кто — и почему (эссе) - Как жить на 36 000 долларов в год (эссе) - Как жить целый год практически бесплатно (эссе) - Как разбазаривать материал: Заметки о моем поколении (эссе) - Десять лет в рекламном бизнесе (эссе) - Сто фальстартов (эссе) - На улице, где живёт столяр - Заграничное путешествие - "Я не был на войне" - Литератор на склоне дня (эссе) - Дом литератора (эссе) - Этюд в гипсе - "Вскипятите воды — и побольше" - Соавтор гения - Попытка не пытка - Новости с «Парижа» — 15 лет назад | 1958 – Scribner’s                         | Другое название «Afternoon Of An Author: A Selection Of Uncollected Stories And Essays» |
| Возвращение в Вавилон и другие истории                      | Babylon Revisited and Other Stories                    | 9 рассказов, повесть (1920-1937) - Ледяной дворец - Первое мая - Алмазная гора - Зимние мечты - Отпущение грехов - Молодой богач - Заносчивый новичок - Возвращение в Вавилон - Сумасшедшее воскресенье - Затянувшийся отъезд | 1960 – Scribner’s                         | |
| Истории Пэта Хобби                                          | The Pat Hobby Stories                                  | 17 рассказов (1940-1941) - Рожденственский подарок Пэта Хобби - Ненужный человек - "Вскипятите воды — и побольше" - Соавтор гения - Пэт Хобби и Орсон Уэллс - Секрет Пэта Хобби - Пэт Хобби, предполагаемый отец - В гостях у звёзд - Пэт Хобби входит в роль - Премьера Пэта Хобби - Попытка не пытка - Патриоизм в коротком метре - По следу Пэта Хобби - Забавы художников - Два ветерана - Не вырубить топором - Пэт Хобби в колледже | 1962 – Scribner’s                         | Другое название «Истории про Пэта Хобби» |
| Проба пера                                                  | The Apprentice Fiction of F. Scott Fitzgerald          | 13 рассказов, 2 пьесы, эссе (1909-1917) - Тайна закладной Рэймонда - Рид, на замену! - Долг чести - Комната за зелеными ставнями - Невезучий Санта-Клаус - Боль и проповедник - По следам герцога - Тень лаврового венка (пьеса) - Испытание - Дебютантка (пьеса) - Шпиль и Горгулья - Тарквинний из Чипсайда - Малыши в лесу - Сентиментальность и слой румян - Кастальский ключ и последняя капля - Смерть моего отца (эссе) | 1965 – Rutgers University Press           | |
| Истории про Бэзила и Джозефину                              | The Basil and Josephine Stories                        | 14 рассказов (1917-1931) - Детский праздник - Собиратель компромата - Вечер на ярмарке - Заносчивый новичок - Что он о себе возомнил? - Пойманная тень - Безупречная жизнь - Пробиваясь вперёд - Бэзил и Клеопатра - Первая кровь - Тихое местечко - Женщина с прошлым - История про снобов - Эмоциональное банкротство | 1973 – Scribner’s                         | - Другое название «Успешное покорение мира - Произведения расположены строго в хронологическом порядке публикации |
| Кусочки рая                                                 | Bits of Paradise                                       | 11 рассказов Фицджеральда и 10 его жены Зельды (1922-1940) - Популярная девушка - Любовь в ночи - Our Own Movie Queen (автор – Зельда Фицджеральд) - Потраченный грош - Танцы в загородном клубе - Лестница Иакова - Пловцы - The Original Follies Girl (автор – Зельда Фицджеральд) - Southern Girl (автор – Зельда Фицджеральд) - The Girl the Prince Liked (автор – Зельда Фицджеральд) - The Girl with Talent (автор – Зельда Фицджеральд) - A Millionaire’s Girl (автор – Зельда Фицджеральд) - Poor Working Girl (автор – Зельда Фицджеральд) - Дитя отелей - С чистого листа - Miss Ella (автор – Зельда Фицджеральд) - The Continental Angle (автор – Зельда Фицджеральд) - A Couple of Nuts (автор – Зельда Фицджеральд) - Какая красивая пара! - Последний поцелуй - Нежно любимый | 1974 – Scribner’s                         | - Другое название «21 Uncollected Stories by F. Scott and Zelda Fitzgerald» - Соавтор – жена писателя Зельда Фицджеральд |
| Пьесы Святого Павла Ф. Скотта Фицджеральда                  | F. Scott Fitzgerald’s St. Paul Plays                   | 4 пьесы (1911-1914) - Девушка из "Lazy J" - Пойманная тень - Трус - Ассорти спиртных напитков | 1978                                      | |
| Цена была высока                                            | The Price Was High: the last uncollected stories       | Рассказы, эссе (1920-1941) - Мать литератора (эссе) - Майра знакомится с его семьей - Улыбочки - Цент на двоих - Кости, кастет и гитара - Даймонд Дик - Третий ларец - Кошмарный парнишка - Аркадия Джона Джексона - Мордобойщик - Один из самых давних друзей - "Чего нет в путеводителе" - Самонадеянность - Незрелое супружество - По-твоему и по-моему - Корабль любви - Чаша - В ваши годы - Сама по себе - Нерешительность - Между тремя и четырьмя - Смена класса - Ледяной приём - Диагностика - Шестеро и полдюжины - Бегство и погоня - Фиктивный чек - По расписанию - Больше, чем просто дом - Я получил обувь - Семейный автобус - Нет цветов - Новые модели - В самый тёмный час - Последний пациент - Сокровенные незнакомцы - Опасная зона - Ах ты мой бедный павлинчик! - Её судьба в её руках - Образ в сердце - Неописуемо классно - Музыка в трёх актах - В доме - "Беда" - Постоялец из девятнадцатого номера - На выходных - Отказаться - Конец ненависти - В океане | 1979 – Harcourt Brace Jovanovich          | |
| Стихотворения 1911-1940                                     | Poems 1911–1940                                        | 205 стихотворений | 1981 – Bruccoli Clark                     | |
| Рассказы Ф. Скотта Фицджеральда                             | The Short Stories of F. Scott Fitzgerald               | Рассказы | 1989 – Scribner’s                         | |
| Фантастические и мистические истории Ф. Скотта Фицджеральда | The Fantasy and Mystery Stories of F. Scott Fitzgerald | 14 рассказов (1909-1935) - Тайна закладной Рэймонда - Испытание - Тарквиний из Чипсайда - Прибрежный пират - «О, Рыжеволосая Ведьма!» - Загадочная история Бенджамина Баттона - Форс Мартин-Джонс и Пр-нц Уэ-ский - Целитель - Танцы в загородном клубе - Короткий визит домой - На улице, где живёт столяр - Заграничное путешествие - Изувер - Утро Барбоса Также в сборних входит предисловие Питера Хэйнинга (1991). | 1991                                      | |
| Ф. Скотт Фицджеральд об авторстве                           | F. Scott Fitzgerald on Authorship                      | Рецензии, письма, публицистика - Review of David Blaize by E. F. Benson - Review of The Celt and the World by Shane Leslie - Review of Verses in Peace and War by Shane Leslie - «Бог — невидимый король» Герберта Уэллс) - An Interview with F. Scott Fitzgerald - Contemporary Writers and Their Work - Кто есть кто и как так вышло? - Public letter to Thomas Boyd - Балтиморский Антихрист - «Три солдата» Джона Дос Пассоса - Три города - Poor Old Marriage - Reminiscences of Donald Stewart by F. Scott Fitzgerald (in the Manner of...) - dust-jacket statement for John Cournos’s Babel - «Железный Кром» Олдоса Хаксли - “Literary Libels—Francis Scott Key Fitzgerald” by THOMAS A. BOYD - «А я не послушал этого совета!» - Tarkington’s ‘Gentle Julia - Homage to the Victorians - A Rugged Novel - Как бы я продавал свою книгу, будь я книготорговцем - The Defeat of Art - Minnesota’s Capital in the Role of Main Street - Шервуд Андерсон о проблемах брака - Десять лучших книг, прочитанных мною - Confessions - Under Fire - Censorship or Not - ediction Is Made about James Joyce Novel: F. S. Fitzgerald Believes Ulysses Is Great Book of Future - In Literary New York - Как разбазаривать материал: Заметки о моем поколении - “Fitzgerald, Spenglerian” by Harry Salpeter - F. Scott Fitzgerald Is Bored by Efforts at Realism in "Lit" - Fitzgerald Back from Riviera; Is Working on Novel - Statement on Huckleberry Finn - Сто фальстартов - Ринг - Introduction to the Modern Library reprint of The Great Gatsby - My Ten Favorite Plays - Fitzgerald’s Letter of Recommendation for Nathanael West’s Guggenheim Fellowship Application - Дом литератора - Литератор на склоне дня - Ранний успех - Спонсоры Финнегана | 1996                                      | |
| Романы и рассказы 1920-1922                                 | Novels and Stories 1920–1922                           | | 2000 – Library of America                 | |
| До Гэтсби: первые двадцать шесть рассказов                  | Before Gatsby: The First Twenty-Six Stories            | | 2001 – University of South Carolina Press | |
| Загадочная история Бенджамина Баттона                       | The Curious Case of Benjamin Button                    | 4 рассказа (1920-1922) - Загадочная история Бенджамина Баттона - Волосы Вероники - Джеллибин - Как Далиримпл сбился с пути | 2008 – Coyote Canyon Press                | |
| Краткая автобиография                                       | A Short Autobiography                                  | 18 эссе, 1 самоинтервью (1920-1940) - Кто есть кто — и почему - Интервью с Ф. Скоттом Фицджеральдом (самоинтервью) - Три города - Что я думаю и чувствую в возрасте 25 лет - Воображение — и несколько матерей - Как жить на 36 000 долларов в год - Как жить целый год практически бесплатно - "Подождите, пока у вас не появятся собственные дети!" - Как разбазаривать материал: Заметки о моем поколении - Принстон - Краткая автобиография (которой не было бы без Нейтана) - Девушки верят в девушек - Искусство торговли на Елисейских полях - Смерть моего отца (неокончено) - Сто фальстартов - Дом литератора - Литератор на склоне дня - Мать литератора - Моё поколение | 2011 – Scribner’s                         | |
| Девушки Гэтсби: истории из Post                             | Gatsby Girls: Short Stories from the Post              | 7 рассказов, 1 эссе (1920-1922) - Кто есть кто — и почему (эссе) - Голова и плечи - Майра знакомится с его семьей - Задняя половина верблюда - Волосы Вероники - Ледяной дворец - Прибрежный пират - Популярная девушка | 2013 – BroadLit                           | - Post – упрощённое название журнала The Saturday Evening Post, где впервые были опубликованы произведения из сборника - Название сборника говорит о том, что он содержит рассказы (Short Stories), однако "Кто есть кто — и почему" – автобиографическое эссе |
| Я за тебя умру                                              | I'd Die For You, and other lost stories                | 14 рассказов (1909-1935) - Должок - Кошмар (Фантазия в чёрных тонах) - Ну, и что вы сделаете? - Грейси на море - В дороге вдвоём - Я за тебя умру - День, свободный от любви - Циклон в безмолвном краю - Жемчуг и мех - За большие пальцы - Визит дантиста - Игра в офсайде - Женщины в доме (Температура) - Поклон Люси и Элси - Любовь — это боль - Пара - Балетные туфельки - Спасибо за огонёк | 2017 – Simon & Schuster                   | |